# Le Nouvelliste de Seine-et-Marne
Pour les articles homonymes, voir Le Nouvelliste.
Le Nouvelliste de Seine-et-Marne est un ancien titre de presse qui trouve son origine dans une feuille d'annonce en 1798. Il disparaît sans doute à la fin du XIXe siècle.

## Histoire
Le Nouvelliste de Seine-et-Marne trouve son origine en 1798, ou il est publié sous la forme d'une simple feuille d'annonces. 
En 1882, c'est maintenant un titre de presse républicain modéré indiquant 79e année de publication, sa publication et tri-hebdomadaire. Son directeur est Pierre-Alexandre Lebrun et son propriétaire Alexandre Hérisé.
Le 2 avril 1897, le journal perd son directeur et imprimeur Eugène Drosne décédé à Melun à 43 ans.

## Archives du journal
En 2007, les anciens numéros du Nouvelliste de Seine-et-Marne sont considérés comme un fonds intéressant de sources pour la période 1869-1900.